# Swjosdny Gorodok

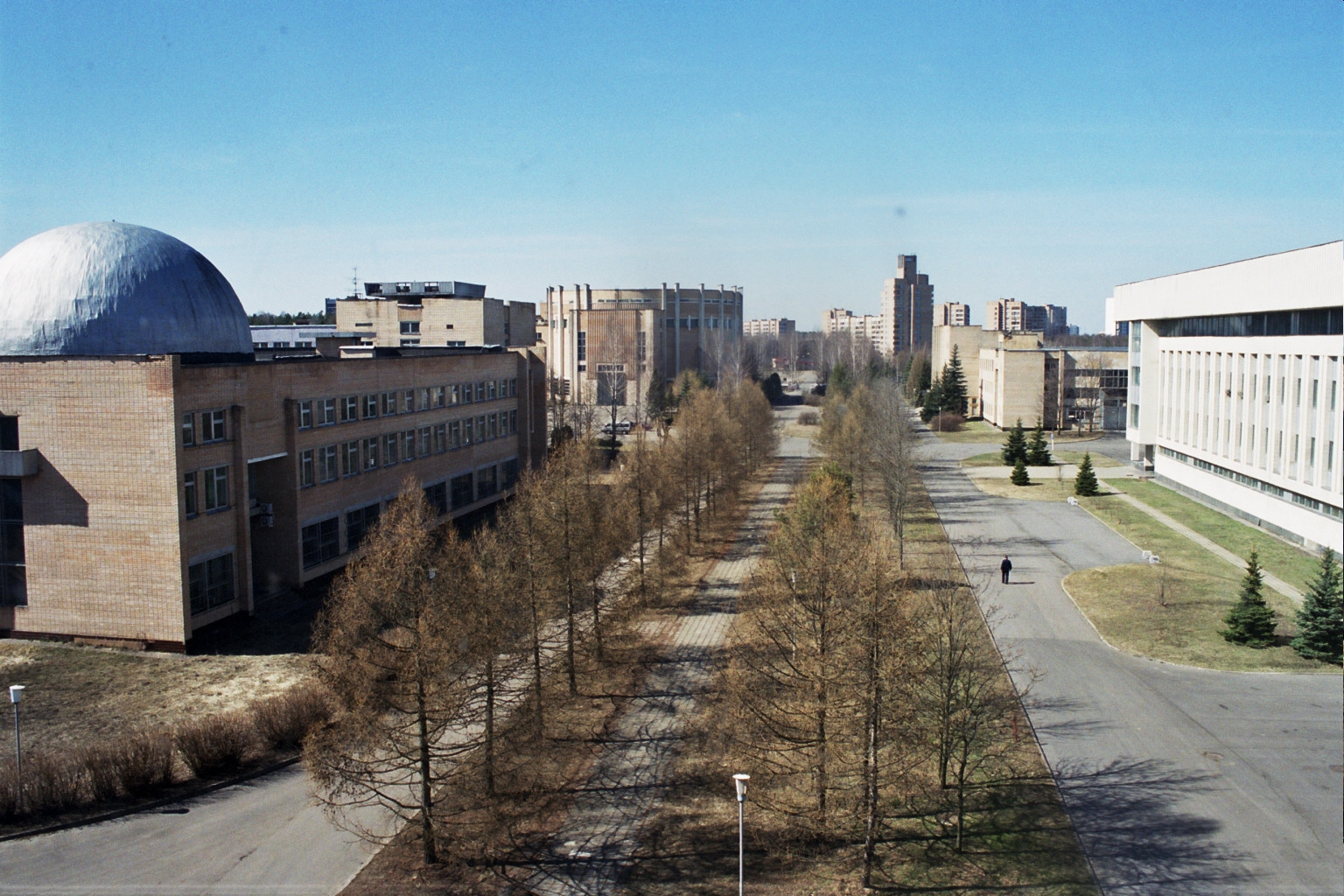
Komplex des Gagarin-Kosmonauten-Ausbildungszentrums

Swjosdny Gorodok (russisch Звёздный Городок, deutsch Sternenstädtchen, in manchen Publikationen auch Sternenstadt, englisch Star City; offizieller Name bis 2009 Закрытый военный городок № 1, Sakryty wojenny gorodok 1, deutsch Geschlossenes Militärstädtchen Nr. 1) ist eine geschlossene Siedlung städtischen Typs in der Nähe der Stadt Schtscholkowo nordöstlich von Moskau in der Oblast Moskau in Russland. Der Ort hat 6332 Einwohner (Stand 14. Oktober 2010).
In Swjosdny Gorodok befindet sich das Ausbildungszentrum der russischen (und früher sowjetischen) Kosmonauten, das Juri-Gagarin-Kosmonautentrainingszentrum (Центр Подготовки Космонавтов имени Ю. А. Гагарина, Transliteration: Zentr Podgotowki Kosmonawtow imeni Ju. A. Gagarina, Abk. ЦПК / ZPK). Seit den 1960er Jahren werden hier alle Kosmonauten auf ihre Flüge ins All, etwa zur Raumstation ISS, vorbereitet. So steht im Kosmonauten-Trainingszentrum die weltgrößte Humanzentrifuge, die 1980 gebaut wurde und bei deren Benutzung bei einer Zahl von 36 Umdrehungen pro Minute bis zu 12 g auf den Fahrer wirken können.
Auf dem Trainingsgelände befindet sich außerdem ein Wasserbecken (12 m tief, 20 m breit), in dem sich anhand eines Modells Reparaturen in der Schwerelosigkeit trainieren lassen. Zur Simulation von technischen Ausfällen stand früher auch ein (trockenes) 1:1-Modell eines Teils der MIR bereit, das noch als Ausstellungsstück dient.
Während der Zeit der Sowjetunion war das „Sternenstädtchen“ streng von der Außenwelt abgeschirmt. Auch heute noch ist es von einer Mauer umzogen und von einem Wald begrenzt. Ins Innere der Stadt führen nur Wege vorbei an Militärkontrollen. Ein Durchlass ist für gewöhnlich nur mit einem Passierschein möglich, den nur Anwohner oder angemeldete Gäste besitzen.
In Swjosdny Gorodok leben viele Kosmonauten mit ihren Familien. Auf dem Gelände wurden mehrere Seen künstlich angelegt. Außerdem gibt es einen Supermarkt und eine Schule, die eine Partnerschaft mit der Friedrich-August-Genth-Gesamtschule in Wächtersbach (Hessen) unterhält.
Informationen und Bilder erreichen die Öffentlichkeit seit der Öffnung insbesondere durch den Weltraumtourismus.
Westlich von Swjosdny Gorodok liegt der Militärflugplatz Tschkalowski.